# Toiletten in Japan

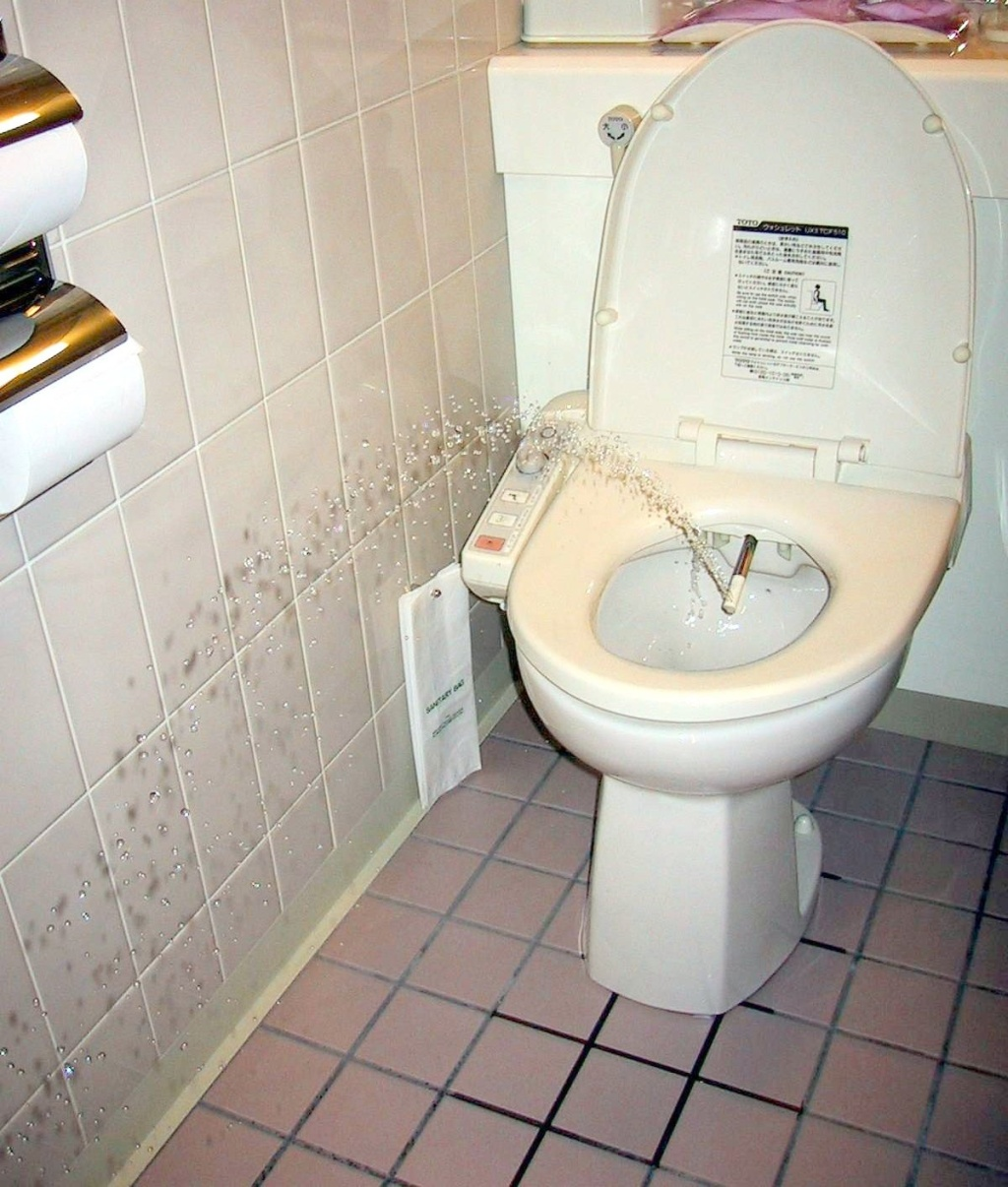
Moderne japanische Toiletten haben ein eingebautes Bidet zur Intimreinigung.

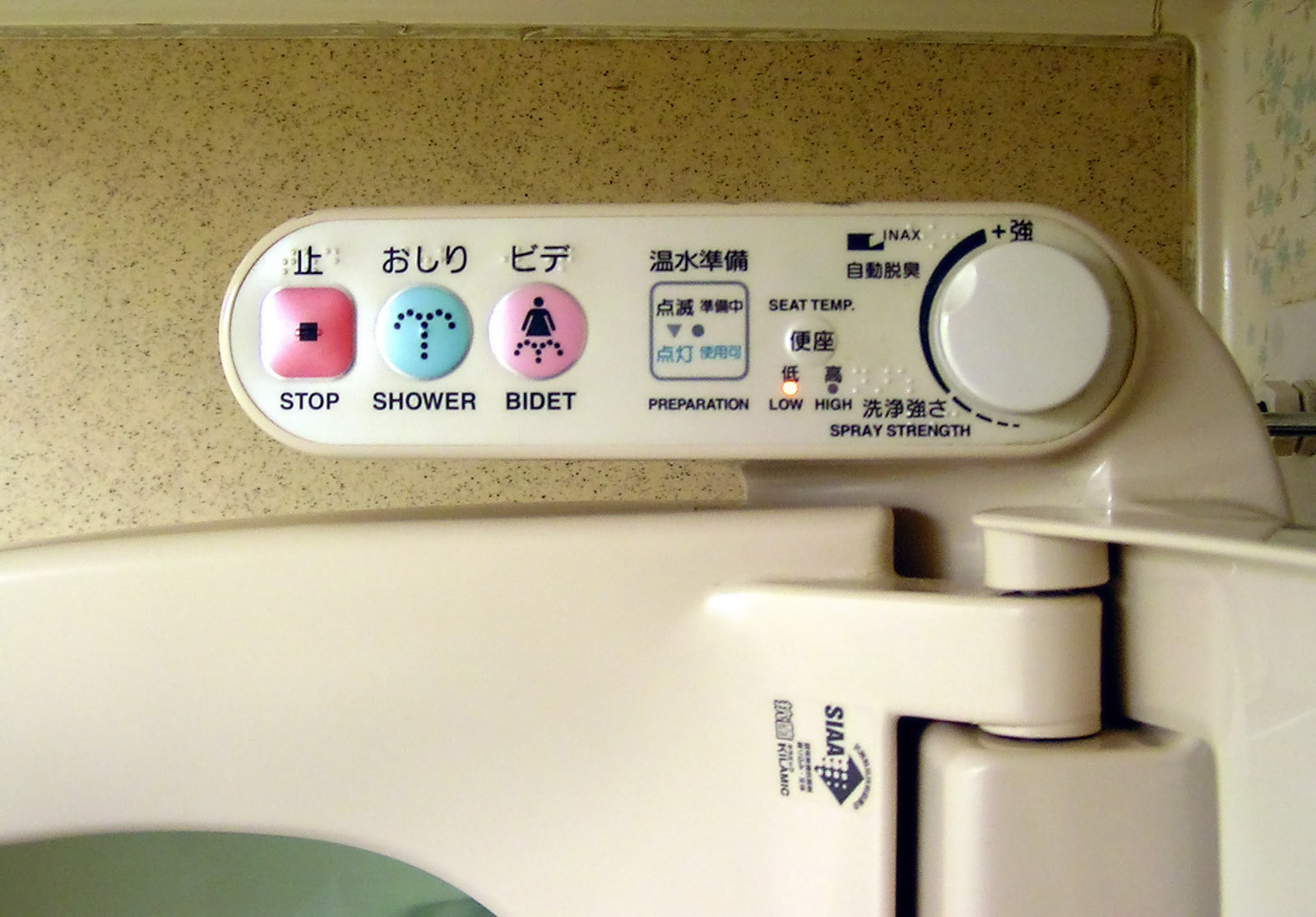
Bedienelemente einer japanischen Bidettoilette

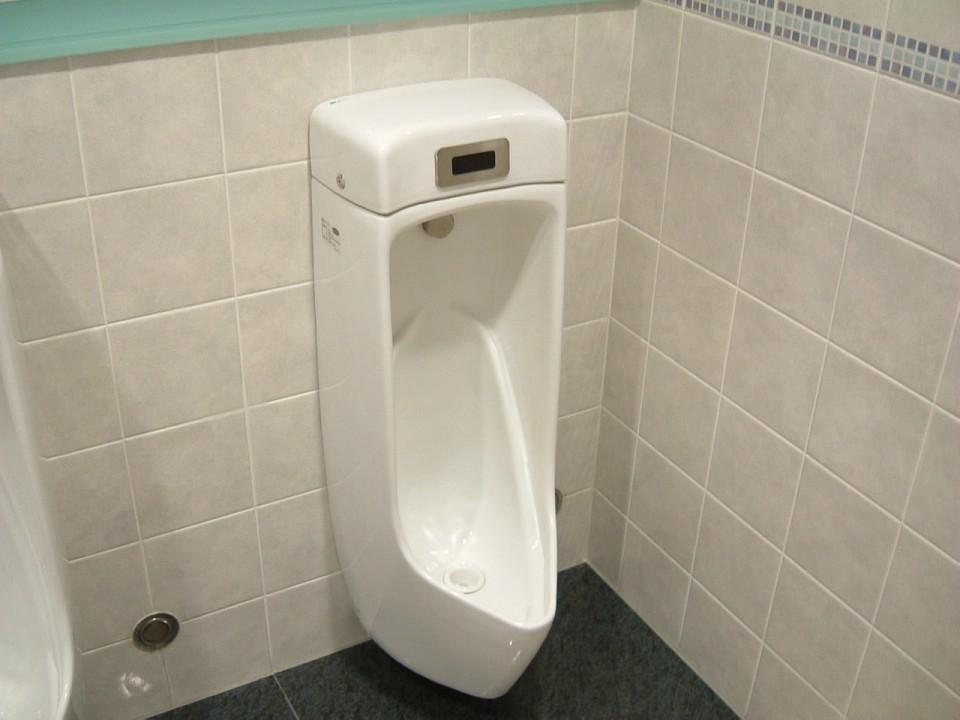
Japanisches Urinal

In Japan sind drei  Typen von Toiletten im Gebrauch. Die älteste Form ist die Hocktoilette, die noch immer in öffentlichen Bedürfnisanstalten üblich ist. Nach dem Zweiten Weltkrieg fanden westliche Wasserklosetts und Urinale wachsende Verbreitung. Seit den 1980ern verbreiten sich Dusch-WCs, das sind Bidettoiletten, die in Japan meist Washlets genannt werden (japanisch ウォシュレット), ein Markenname der Toto K.K. aus Kitakyūshū.

## Geschichte

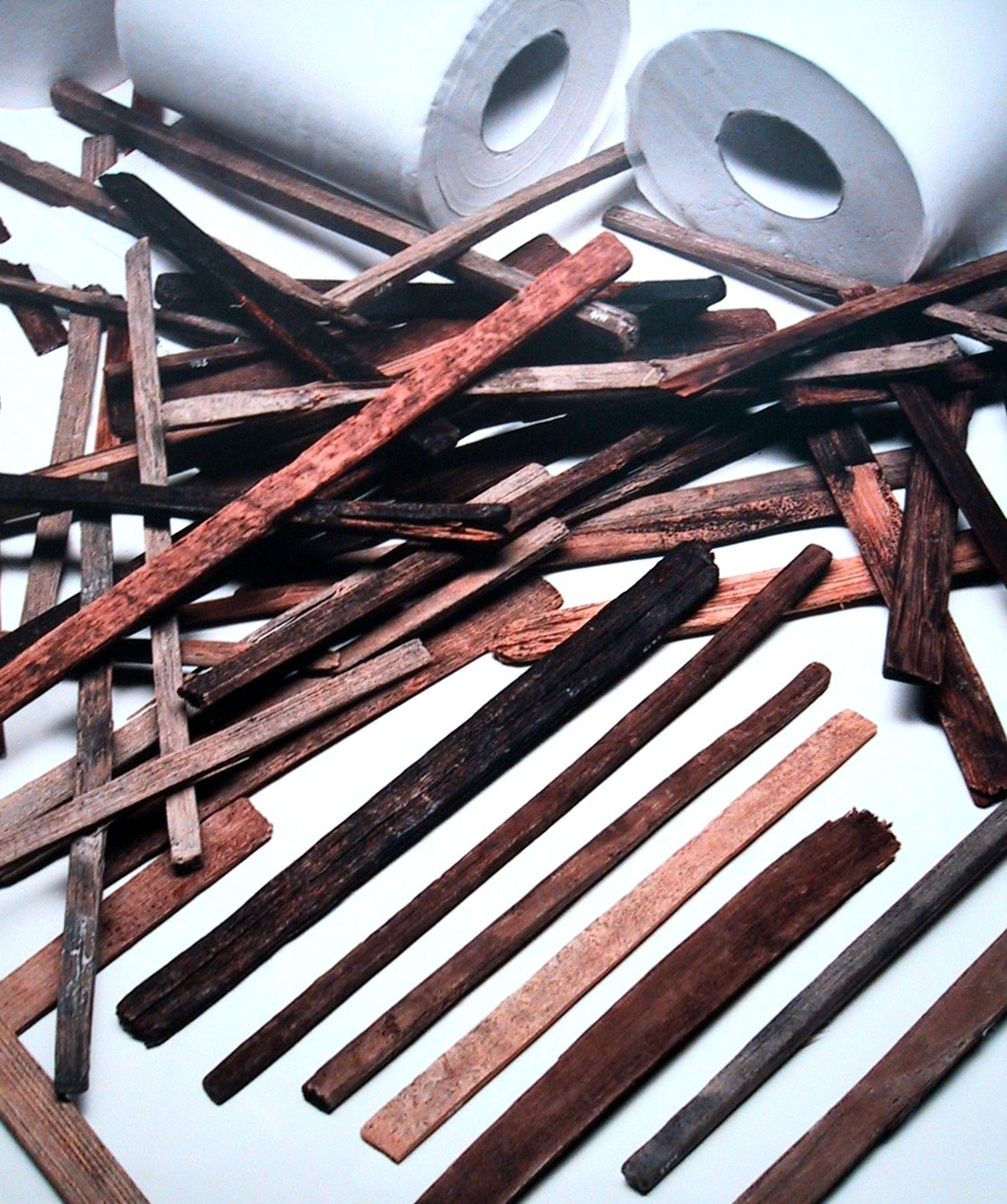
Hölzernes „Toilettenpapier“ aus der Nara-Periode. Das moderne Toilettenpapier im Hintergrund dient zum Größenvergleich.

Die ältesten Kanalisationssysteme in Japan stammen aus der Yayoi-Zeit (300 v. Chr. bis 250 n. Chr.) und wurden wahrscheinlich in Verbindung mit Toiletteneinrichtungen in größeren Siedlungen angelegt. Für die spätere Nara-Zeit (710–784) ist die Errichtung eines Abwassersystems für die damalige Hauptstadt Japans Heijō-kyō (Nara) belegt. Aus dieser Zeit stammen auch die ersten belegten Wassertoiletten, bestehend aus einem 10 bis 15 cm breiten Bach, den man ähnlich wie die moderne Hocktoilette benutzt hat. Aus dieser Zeit ist auch hölzernes Toilettenpapier erhalten. Weiterhin wurden auch Überbauungen offener Latrinengruben ähnlich den heutigen „Plumpsklos“ als Toiletten benutzt.
Zur Selbstreinigung diente anfangs Seetang, bis in der Edo-Zeit (1603 bis 1868) das Toilettenpapier eingeführt wurde, das man damals aus dem traditionellen Washi-Papier herstellte. In Gebirgsregionen wurden auch Holzschaber und Pflanzenblätter eingesetzt.

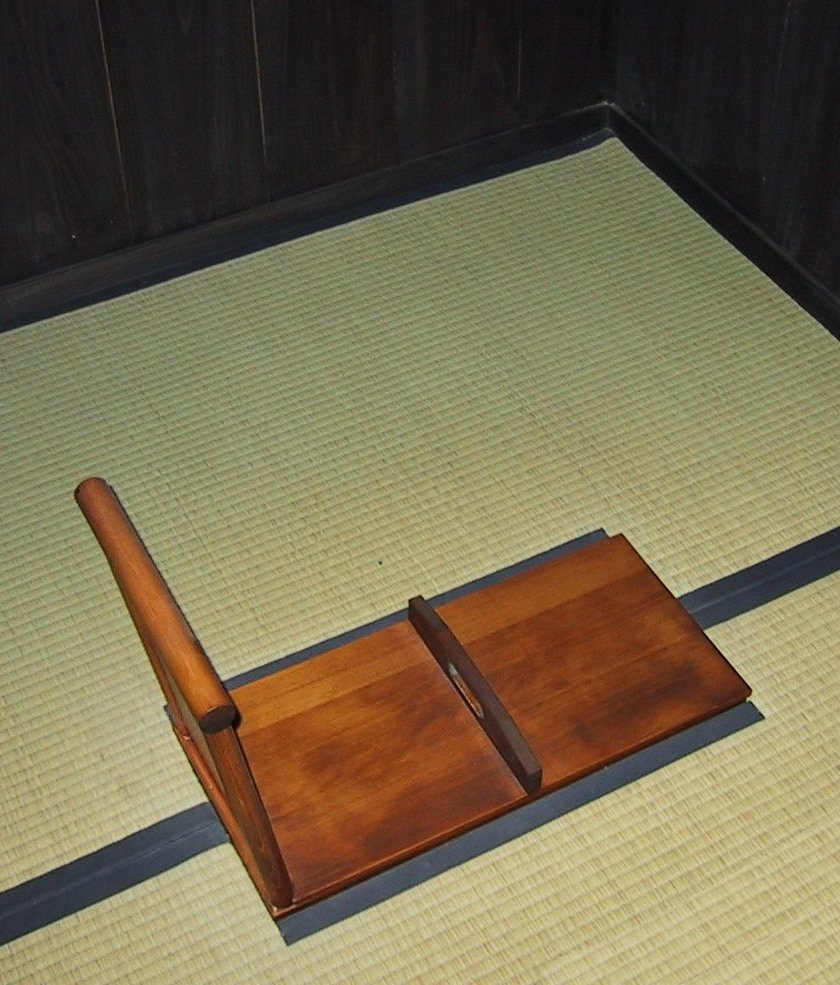
Toilette eines wohlhabenden Japaners aus Nakatsugawa, Meiji-Zeit. Die eigentliche Toilette befindet sich unterhalb der Konstruktion.

Toiletten wurden oftmals über fließenden Gewässern errichtet, um die Fäkalien auf einfache Art abzutransportieren. Dennoch waren Latrinengruben häufiger, da sie einfacher zu errichten waren und die Nutzung der Exkremente als Dünger erlaubten. Dieser Vorteil war gerade deshalb wichtig, da die Viehhaltung auch als Folge des mit dem Vegetarismus verbundenen Buddhismus nicht in großem Umfang betrieben wurde und somit Jauche oder Gülle als Düngemittelquelle weitgehend ausfiel. Diese Praxis trug erheblich zu den Hygienestandards im alten Japan bei, die viel besser waren als im damaligen Europa, wo der Unrat oft einfach auf die Straßen geworfen wurde. Nach dem Zweiten Weltkrieg fanden chemische Düngemittel allgemeine Verbreitung. Trotzdem wird auch heute noch gelegentlich auf traditionelle Methoden zurückgegriffen.
In Okinawa waren Toiletten oft an Schweinekoben angebaut. Diese Sitte wurde nach dem Zweiten Weltkrieg beendet.
In der Azuchi-Momoyama-Zeit (1568–1600) wurde der Taiko-Kanal um die Burg Ōsaka angelegt, der noch heute in Betrieb ist. Die Benutzung moderner Kanalisationsanlagen begann 1884 mit dem Bau der ersten gemauerten Kanalisierung in Kanda, Tokio. Nach dem Großen Kanto-Erdbeben wurden weitere Kanalisierungen vorgenommen, um Epidemien nach Erdbeben vorzubeugen. Abwassersysteme im großen Stil wurden erst nach dem Zweiten Weltkrieg eingeführt, um den Anforderungen der schnell wachsenden Ballungszentren gerecht zu werden. Im Jahr 2000 waren 60 % der Bevölkerung an das öffentliche Abwassernetz angeschlossen.
Westliche Toiletten und Urinale erschienen in Japan erstmals zu Beginn des 20. Jahrhunderts. Zu größerer Verbreitung gelangten sie jedoch erst unter der US-amerikanischen Besatzung nach 1945. Bereits 1977 überstieg schließlich der Absatz westlicher Toiletten den von traditionellen Hocktoiletten. Auf der Grundlage schweizerischer und amerikanischer Technik entwickelte die Firma Toto 1980 das sogenannte Washlet.

## Terminologie

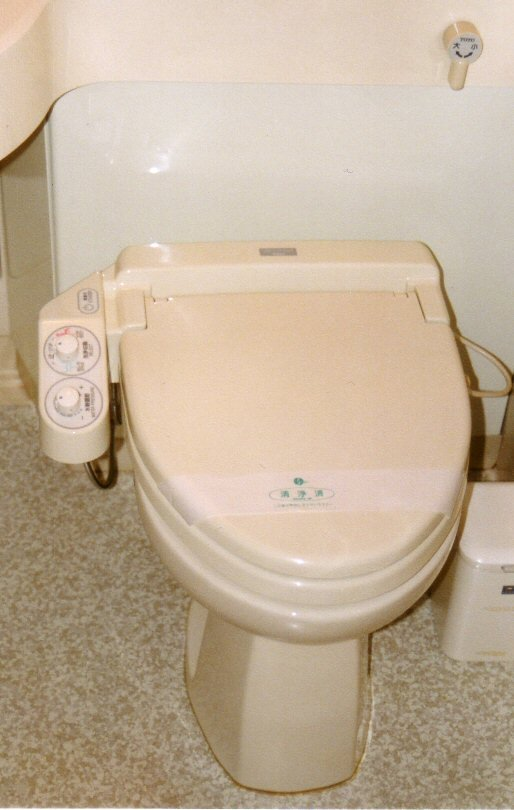
Typische Toilette in Japan mit Bedienelementen

Im Japanischen gibt es mehrere Ausdrücke für Toiletten bzw. die Räume, in denen diese aufgestellt sind. Das gebräuchlichste Wort ist Toire (トイレ), eine Abkürzung von Toiretto (トイレット), das dem englischen toilet entliehen ist. Ebenso wie das Wort „Toilette“ im Deutschen können beide Begriffe sowohl die Toilette selbst als auch den Toilettenraum bezeichnen. Unter den vielen anderen Bezeichnungen für Toilettenräume ist wahrscheinlich Otearai (お手洗い, wörtlich „Händewaschen“) am verbreitetsten, eine Lehnübersetzung des englischen lavatory. Im engeren Sinne bezieht sich dieser Ausdruck auf das Waschbecken und hat somit eine ähnliche euphemistische Funktion wie das amerikanische bathroom.
Ein anderer Anglizismus, der sich nicht allgemein durchgesetzt hat, ist das Wort Resutorūm (レストルーム, von englisch restroom). Der Ausdruck Benjo (便所, wörtlich „Exkrementort“) wird nicht im öffentlichen Verkehr gebraucht, sondern eher im privaten Bereich und zumeist von Männern. Eine übliche Beschriftung von Schildern, die in der Öffentlichkeit auf Toiletten hinweisen, ist Keshōshitsu (化粧室, wörtlich „Make-up-Zimmer“), oft in Verbindung mit einem Piktogramm. Es gibt noch eine Reihe anderer Ausdrücke, wie Kawaya (厠) oder Habakari (憚り), aber diese sind meist selten gebraucht oder veraltet.
Die Toilette selbst, das heißt die Schüssel, der Wassertank usw., wird Benki (便器, wörtlich „Exkrementvorrichtung“) genannt. Der Toilettensitz ist der Benza (便座, „Exkrementsitz“). Töpfchen und Schüsseln für Kinder, Alte oder Kranke werden als Omaru bezeichnet (Schreibung gelegentlich 御虎子).
Der inoffizielle „Toilettentag“ der Japan Toilet Association (JTA) ist der 10. November, weil in Japan die Zahlen 11 und 10 zusammen als Ii To(ire) gelesen werden können, was auch „gute Toilette“ bedeutet. Der japanische „Abwassertag“ ist am 10. September. Hideo Nishioka, Vorsitzender der JTA, besitzt eine Sammlung von über 400 Arten verschiedener Klopapiere aus aller Welt.

## Toilettentypen

### Hocktoiletten

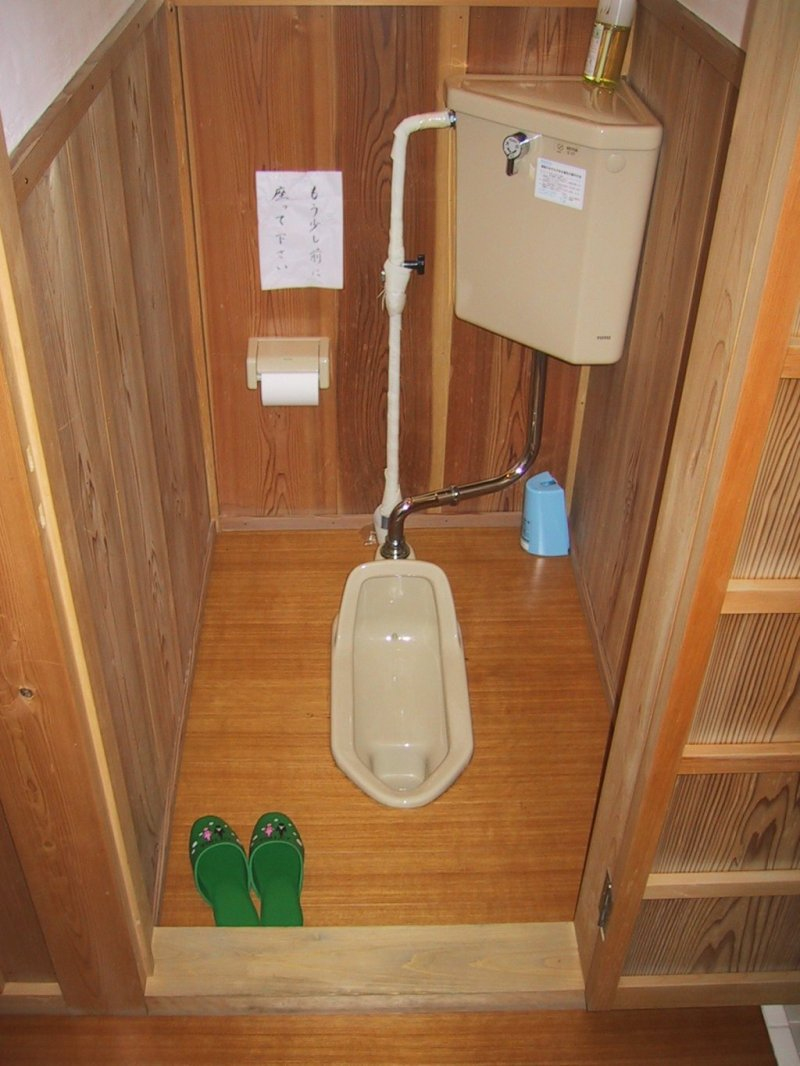
Eine heutige japanische Hocktoilette mitsamt Toilettenpantoffeln. Auf dem handgeschriebenen Schild steht „Bitte hocke dich etwas näher dran“.

Die traditionelle japanische Toilettenform (japanisch 和式 Washiki) ist die Hocktoilette, die in dieser Form in ganz Asien verbreitet ist und deshalb auch „asiatische Toilette“ genannt wird. In Bauart und Gebrauch bestehen große Unterschiede zu westlichen (Sitz-)Toiletten und auch zu westlichen Hocktoiletten.
Eine japanische Hocktoilette ähnelt einem kleinen Urinal, das liegend in den Boden eingelassen ist. Die meisten sind aus Porzellan, wenn auch in manchen Fällen, wie z. B. in Zügen, rostfreier Stahl eingesetzt wird. Der Spülmechanismus, der dem herkömmlicher WCs ähnelt, befördert die Exkremente anschließend durch einen Abfluss in ein Reservoir, dessen Inhalt geleert und in die Kanalisation entsorgt wird. Meist wird die Spülung per Hand mit Hebeln u. Ä. ausgelöst, gelegentlich auch per Pedal. Viele japanische Toiletten sind zur Wasserersparnis mit zwei Spülarten ausgerüstet: „klein“ (小) und „groß“ (大).
Zwei Varianten sind üblich: Bei der einen ist die Toilette auf einer Höhe mit dem Fußboden, und bei der anderen ist sie auf einem etwa 30 cm hohen Podest eingelassen, was es Männern einfacher macht, stehend in sie zu urinieren. Beide Formen eignen sich jedoch auch zur Benutzung für den Stuhlgang: Anstatt zu sitzen, hockt sich der Benutzer mit dem Gesicht zum halbrunden erhöhten Ende der Schüssel. Während des Vorgangs ist es wichtig, die Körperbalance zu halten. Oft sind Griffe angebracht, die dem Benutzer helfen, das Gleichgewicht zu halten.
Ein Vorteil dieser Toilettenform ist die Leichtigkeit ihrer Reinigung. Wegen der simplen Bauweise kann eine Hocktoilette mit einem Mopp geputzt werden. Darüber hinaus sind sie billiger in der Herstellung und haben einen geringeren Wasserverbrauch als ihre westlichen Pendants.
Hocktoiletten vermitteln oft das Gefühl eines Hygienevorteils, da der Benutzer keinen Körperkontakt mit einem Toilettensitz hat. Gerade bei Frauen sollen Hocktoiletten überdies die Beckenbodenmuskulatur trainieren und dadurch der Inkontinenz vorbeugen. Angeblich stärken sie außerdem die Hüftmuskulatur, verbessern die Atmung und das Konzentrationsvermögen, und die Körperhaltung soll die Abfuhr von Exkrementen begünstigen.
Eine seltene Form der japanischen Hocktoilette ist eine Hybride, die über einen verstellbaren Sitz verfügt, so dass die Toilette je nach Einstellung sitzend oder stehend genutzt werden kann. Diese Einrichtungen sind fast ausschließlich in ländlichen Gegenden zu finden.
Traditionelle japanische Toiletten werden eher mit Holz als mit Fliesen verkleidet, deshalb herrscht in ihnen auch ein dunkleres Licht. Der Schriftsteller Jun’ichirō Tanizaki stellte in seinem Essay Lob des Schattens die Bedeutung der japanischen Toilette noch über die des Teeraums, da sie ein Ort ist, an dem der Körper Ruhe findet. Um diese Harmonie, die durch die Dunkelheit entsteht, noch zu unterstreichen, schlug er lackierte hölzerne Toiletten vor.

### Westliche Sitztoiletten
Das im Westen hauptsächlich vorkommende WC ist in Japan als „Toilette westlicher Art“ (洋式トイレ yōshiki toire) bekannt. Diese Bauart ist heutzutage zusammen mit den Bidettoiletten in Privathaushalten am meisten verbreitet. Während öffentliche Einrichtungen wie Schulen, Tempel und Bahnhöfe gelegentlich auch mit Hocktoiletten bestückt sind, ist im privaten Umfeld die Sitztoilette verbreiteter, insbesondere bei älteren Menschen, denen das Kauern und Balancieren auf Hocktoiletten zu anstrengend ist. In manchen älteren japanischen Badezimmern befindet sich noch ein Aufkleber, der die korrekte Benutzung westlicher Toiletten illustriert. Dies stammt noch aus der Zeit, in der westliche Sitztoiletten noch nicht allgemein bekannt waren.

### Japanische Bidettoiletten

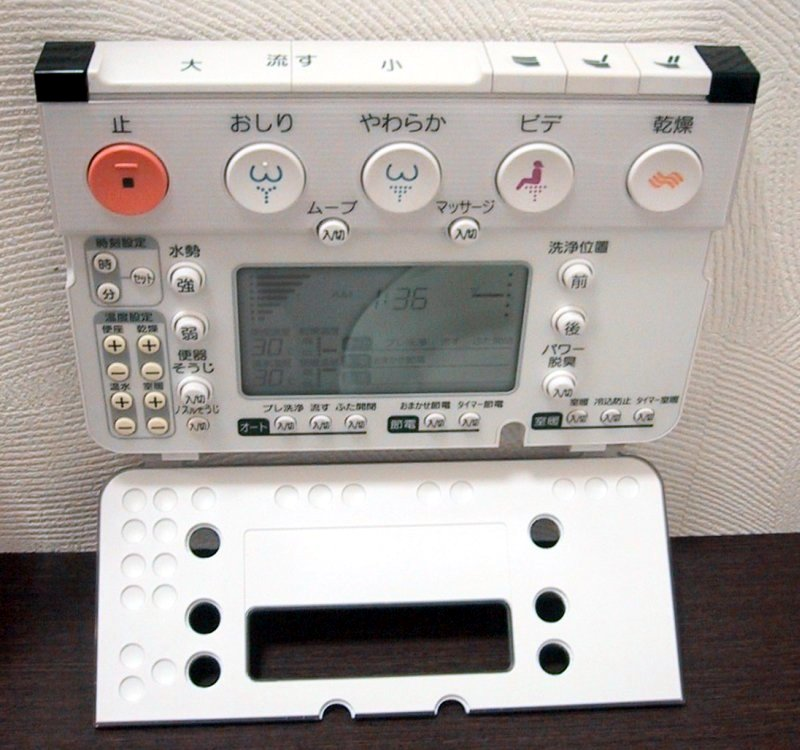
Eine Funktoilettensteuerung mit 38 Tasten

1980 wurde in Japan die Bidettoilette Washlet (ウォシュレット) oder „Toilettensitz mit Warmwasser-Reinigung“ (温水洗浄便座 Onsui Senjō Benza) durch die Firma Toto eingeführt, basierend auf dem Dusch-WC, das der Schweizer Hans Maurer 1957 erfunden und unter dem Namen Closomat im europäischen Markt eingeführt hatte. Vor der Markteinführung der Bidettoilette herrschte die Auffassung, dass nur wenige Menschen bereit seien, mehr Geld für eine Sache auszugeben, die sie auch von Hand erledigen könnten. Diese Ansicht wandelte sich. 1990 hatten rund 10 % der japanischen Haushalte eine Bidettoilette, 2002 war es über die Hälfte.
Japanische Bidettoiletten haben meist zahlreiche Funktionen, die außerhalb Japans wenig verbreitet sind.
Zur Grundausstattung zählt die Bidetfunktion, eine Düse von der Größe eines Bleistifts, die unter dem Toilettensitz hervortritt und Wasser verspritzt. Sie hat zwei Einstellungen, eine für anale Reinigung und eine weitere für die Intimhygiene der Frau („weibliche Wäsche“). Die Düse berührt den Körper des Benutzers nicht und verfügt über eine Selbstreinigungsfunktion, die vor und nach jeder Benutzung aktiviert wird. Die Bidetfunktion selbst wird durch einen Knopf am Bedienelement ausgelöst. Bei einigen Modellen gibt es einen Kontaktschalter an der Toilettenbrille, so dass der Spritzmechanismus nur ausgelöst werden kann, wenn Druck auf den Sitz ausgeübt wird, also jemand darauf sitzt. Wassertemperatur und -druck der Bidetfunktion sind wählbar. Standardmäßig erfolgt die anale Reinigung mit höherem Druck als die Intimreinigung. Die Wassertemperatur liegt meist knapp über der Körpertemperatur, etwa bei 38 °C. Die Düsenposition lässt sich manuell ändern. Es gibt Modelle mit vibrierenden und pulsierenden Wasserstrahlen und Modelle, die Seife in den Wasserstrahl mischen.
Im Unterschied zu westlichen Haushalten ist die Zentralheizung in Japan nicht sehr verbreitet, und die Wärmedämmung schwach, so dass die Toilette im Winter sehr kalt werden kann. Deshalb hat die Brille eine Sitzheizung (mit dem unerwünschten Nebeneffekt, dass sich Keime schnell vermehren können). Weit verbreitet sind Warmluftgebläse, meist zwischen 40 und 60 °C variierbar, um die mit dem Wasserstrahl gereinigten Körperregionen zu trocknen. Eine japanische Bidettoilette kann das Toilettenpapier ersetzen, dennoch ergänzen viele Benutzer die Hygiene mit WC-Papier.
In der Regel ist die Brille mit einem geruchsfilternden Lüfter versehen, seltener das Becken selbst mit einer Luftabzugsvorrichtung. Es gibt Modelle mit konventionellem Raumdeodorierer, Ozon-Deodorierer, automatischer Spülung, automatischem Klodeckelöffner, keimhemmenden Oberflächen, Massagefunktion oder Funkbedienung. Einige Modelle leuchten im Dunkeln. Modelle für alte Menschen sind mit Armlehnen ausgerüstet und helfen dem Benutzer, sich nach dem Vorgang wieder zu erheben.
Die Bedienung erfolgt mittels einer separaten Steuerung, die seitlich an der Toilette oder an der Wand befestigt ist und oft per Infrarot mit der Toilette kommuniziert.
Aktuelle Modelle speichern die Benutzungszeiten, verfügen über eine Energiesparfunktionen der Sitzheizung, oder Klimaanlagen für heiße Sommertage.
Matsushita plante medizinische Sensoren einzuführen, die anhand des Urins erhöhte Blutzuckerwerte feststellen können sowie Puls, Blutdruck und Körperfettanteil anzeigen. Auch sollten Viskositätswerte des Stuhls und okkultes Blut durch Sensoren erfasst werden. Die gewonnenen Daten sollen dann mittels eines internetfähigen Mobiltelefons an den Hausarzt gesendet werden. Diese Einrichtungen sind aber selbst in Japan noch sehr selten, und ihr Erfolg am Markt lässt sich gegenwärtig schwer einschätzen. Eine Toilette mit Sprachsteuerung ist in der Entwicklung. Toto, Inax, NAIS und andere Hersteller bieten auch tragbare, batteriebetriebene Washlets an, die vor der Benutzung mit warmem Wasser gefüllt werden müssen.

### Urinale

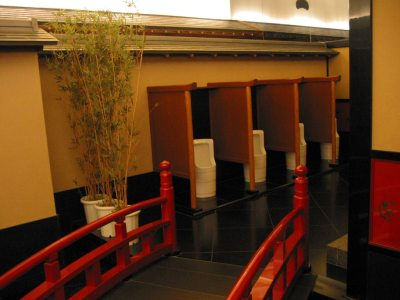
Urinal in einer Herrentoilette im Meguro-Gajoen-Hotel, Tokio, 2003

Japanische Urinale und Pinkelrinnen gleichen denen im Rest der Welt und werden ebenfalls vorwiegend auf öffentlichen Herrentoiletten mit großem Andrang eingesetzt.
Vor und während der Meiji-Zeit wurden Urinale sowohl von Männern als auch von Frauen gebraucht. Traditionell werden Kimonos ohne Unterwäsche getragen, so dass die Frauen leicht ihren Kimono anheben konnten und durch leichten Zug an der Vulva den Urin in ein Urinal zielen konnten. Den Frauen war es somit möglich, stehend vorwärts zu urinieren. Diese Sitte verschwand im 20. Jahrhundert, nachdem sich bei den meisten Frauen westliche Kleidung durchgesetzt hatte. Heutzutage werden auch die Kimonos fast immer mit Unterwäsche getragen. Das Damenurinal erlebte eine Renaissance zwischen 1951 und 1968. Diese Vorrichtungen waren kegelartig geformt und auf dem Boden befestigt. Sie setzten sich aber nicht durch, so dass heute nur noch wenige Damenurinale zu sehen sind, beispielsweise unter dem Nationalstadion, das für die Olympischen Spiele 1964 in Tokio erbaut wurde. Eine weitere Form sind interaktive Urinale, welche Urinal und Videospiel miteinander verbinden, wie die Sega Toylet.

## Zubehör
In Japan werden ähnliche Zubehörartikel benutzt wie im Westen, also Toilettenpapier, Klobürste usw. Darüber hinaus trifft man jedoch auch einige spezifische Accessoires an, die man außerhalb Japans kaum findet.

### „Geräuschprinzessin“

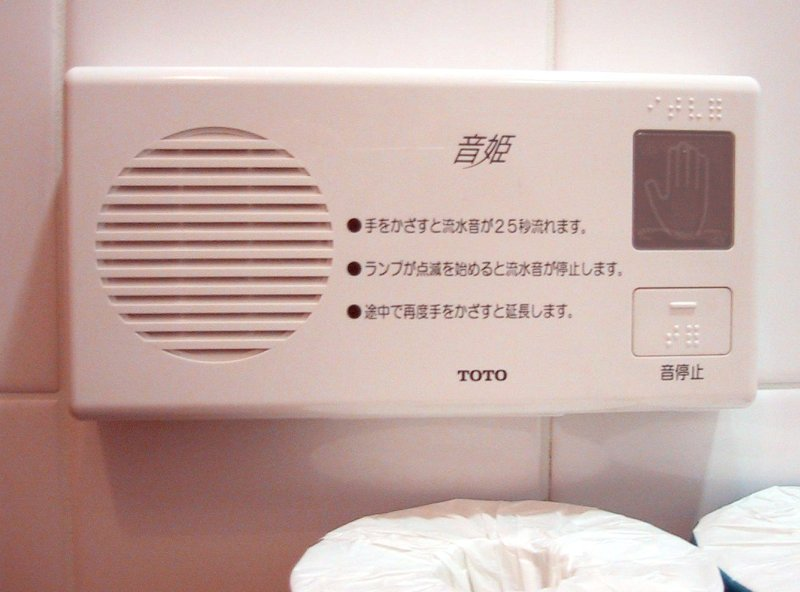
Ein Otohime auf einer Damentoilette

Vielen japanischen Frauen ist der Gedanke unangenehm, jemand könnte Geräusche bei der Toilettenbenutzung von ihnen hören. Um die Geräusche ihrer Körperfunktionen zu überdecken, war es deshalb bei vielen Frauen verbreitet, währenddessen kontinuierlich die Klospülung zu betätigen. Dadurch wurden große Mengen Wasser verschwendet. Da Aufklärungskampagnen keine Wirkung zeigten, wurde in den 1980er Jahren ein Gerät eingeführt, das das Geräusch der Wasserspülung nachahmte und so das tatsächliche Spülen zur reinen Geräuschübertönung überflüssig machte. Ein bekannter Markenname ist Otohime (音姫), was wörtlich „Geräuschprinzessin“ heißt, nach der gleichnamigen japanischen Göttin (der Name der Göttin wird eigentlich mit den Kanji 乙姫 geschrieben), der schönen Tochter des Meereskönigs Ryūjin. Dieser Apparat wird mittlerweile standardmäßig in die meisten Neubauten öffentlicher Toiletten installiert, und viele ältere Anlagen wurden nachgerüstet, sodass es das Gerät heute auf fast allen öffentlichen Toiletten Japans gibt. Die Otohime gibt es als separate Wandgeräte oder als integrierte Funktion.
Die Aktivierung erfolgt per Knopfdruck oder Handwinken vor einem Sensor. Daraufhin erzeugt das Gerät ein lautes, rauschendes Geräusch ähnlich dem einer Toilettenspülung. Die Wiedergabe wird entweder durch abermaligen Knopfdruck oder den Ablauf einer vorgegebenen Zeit beendet. Es wird geschätzt, dass so etwa 20 Liter Wasser pro Vorgang gespart werden.
Dennoch glauben manche Frauen, dass sich das Otohime zu künstlich anhört, und bevorzugen weiterhin das kontinuierliche Spülen. Für Herrentoiletten existiert bisher kaum Nachfrage nach „Geräuschprinzessinnen“, daher sind sie dort fast nie anzutreffen.

### Toilettenpantoffeln

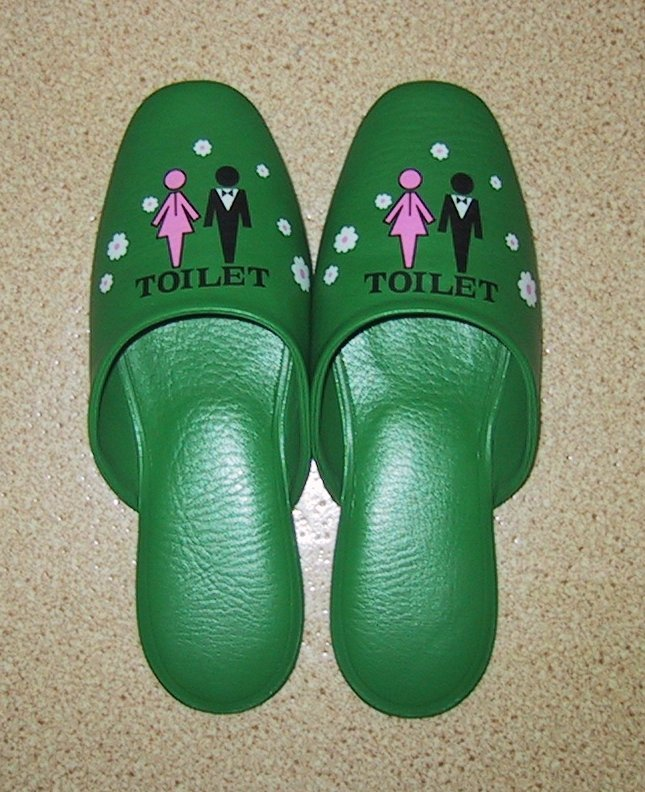
Japanische Toilettenpantoffeln

Japaner neigen dazu, ihr Leben in reine und unreine Bereiche einzuteilen, die Berührungspunkte letzteren Bereiches werden so gering wie möglich gehalten. Zum Beispiel wird das Innere der Wohnung als rein betrachtet, während es draußen unrein ist. Um die Unterteilung aufrechtzuerhalten, werden beim Betreten einer Wohnung die Schuhe ausgezogen, so dass die unreinen Schuhe nicht den reinen Bereich berühren.
Historisch befanden sich Toiletten außerhalb des Hauses, und beim Gang zur Toilette wurden Schuhe getragen. Heute sind sie innerhalb der Wohnung, und die hygienische Situation hat sich bedeutend verbessert. Dennoch wird die Toilette weiterhin als unreiner Bereich betrachtet. Um den Kontakt zwischen dem unreinen Boden in der Toilette und dem reinen Boden im Rest des Hauses zu minimieren, stehen in vielen Haushalten und manchen öffentlichen Toiletten Pantoffeln vor dem Eingang, die vor dem Betreten angezogen und nach dem Verlassen sofort wieder abgelegt werden. Gleichzeitig wird so angezeigt, ob die Toilette gerade besetzt ist.
Die Ausführung der Pantoffeln reicht von einfachen Gummilatschen über Manga-bedruckte Kinderschlappen bis hin zu teuren Pelzpantoffeln. Ein häufiger Fauxpas, den Ausländer begehen, besteht darin, die Toilettenpantoffeln nicht sofort wieder auszuziehen, sondern mit ihnen durch die Wohnung zu laufen. Andererseits ignorieren selbst einige Japaner die Toilettenpantoffeln.
Im Jahr 2003 begann ein Versandunternehmen, Pantoffeln am Markt anzubieten, in die man von beiden Seiten „eintreten“ kann. Damit ist es möglich, beim Verlassen der zum Teil extrem engen Toiletten die Pantoffeln ohne größere Akrobatik so stehen zu lassen, dass der nächste Besucher sie beim Betreten der Toilette in der richtigen Position vorfindet. Diese Pantoffeln waren ursprünglich lediglich ein Scherzprodukt aus der Chindōgu-Bewegung. Durch ihren tatsächlichen Einsatz zu praktischen Zwecken verloren sie sofort den Chindōgu-Status.

### Spülkästen

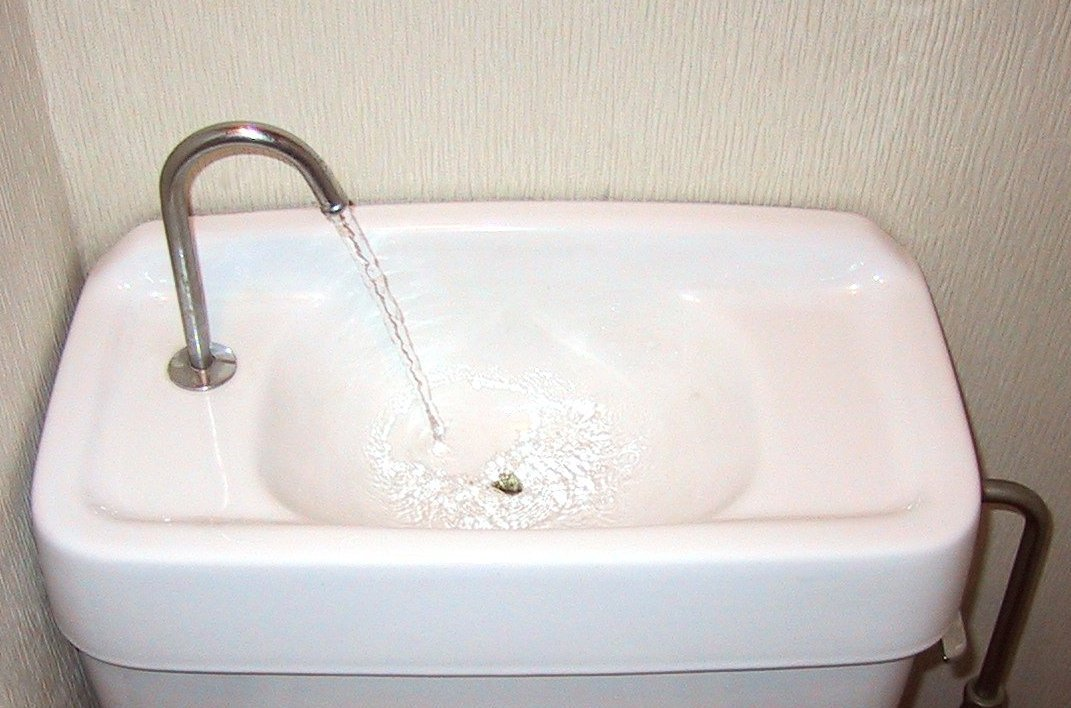
Ein Hahn auf dem Wasserkasten hilft beim Wassersparen.

Viele Toiletten verfügen über ein spezielles System zum Wassersparen: Ein Wasserhahn und ein kleines Waschbecken sind auf dem Spülkastendeckel angebracht, so dass die Möglichkeit besteht, das Wasser, mit dem man sich die Hände wäscht, zum Auffüllen des Toilettenkastens zu verwenden. Bei den oft sehr beengten Toiletten ist dies darüber hinaus auch oftmals die einzige Lösung, um überhaupt ein Waschbecken anbringen zu können. Aus diesem Grund sind solche Modelle auch außerhalb Japans erhältlich.

## Öffentliche Toiletten
Öffentliche Toiletten sind in Japan leicht zu finden. Ausgestattet sind Kaufhäuser, Supermärkte, die meisten Lebensmittelgeschäfte, viele 24-Stunden-Läden (conbini), Buchläden, Musikgeschäfte, Parks, fast sämtliche Autobahnraststätten, Bahnhöfe (meist im „bezahlten“ Bereich hinter der Sperre) und andere öffentliche Einrichtungen. Der Zugang ist insgesamt deutlich besser als in Europa, wo in der Regel gezahlt werden muss, oder in den USA, wo öffentliche Toiletten meist schwer zu finden sind. Abgesehen von Graffiti ist Vandalismus sehr selten. Die Toiletten sind in der Regel wesentlich besser gepflegt als im europäischen Raum. Seit den 1990er Jahren hat es Bemühungen gegeben, diese Orte einladender zu gestalten. Die Räume wurden größer und heller, die Sanitäreinrichtungen mit neuerer Technik nachgerüstet und große Spiegel aufgehängt. Selbst die beherbergenden Gebäude wurden umgestaltet, um ansprechender zu wirken.
In vielen öffentlichen Toiletten findet man heute Bidettoiletten, gelegentlich auch Hocktoiletten. Früher boten viele Bahnhofstoiletten wie auch öffentliche Schulen ausschließlich traditionelle japanische Hocktoiletten. Das Gleiche galt für Züge, Parkanlagen, Tempel, traditionelle Restaurants und ältere Gebäude. Die weniger hygienischen (weil Körperkontakt unvermeidbar machenden) Sitztoiletten waren meist anhand von Hinweisschildern zu finden, die mit Yōshiki (洋式), dem englischen Western-Style oder dem entsprechenden Piktogramm versehen sind. Auch Behindertentoiletten sind stets Toiletten westlicher Prägung.

## Kulturelle Aspekte
Das Empfinden für Hygiene hat sich weltweit im Allgemeinen abhängig von der allgemeinen Verfügbarkeit von Wasser unterschiedlich entwickelt. Zusätzlich hat sich in hoch entwickelten Konsumgesellschaften eine über das Minimum weit hinausgehende Komforterwartung entwickelt. Japan ist dafür das Musterland, wobei die hohen Standards durchaus nicht in jedem Haus anzutreffen sind. Sauberkeit ist in Japan ein sehr bedeutender Faktor, was sich schon dadurch zeigt, dass manche Wörter der japanischen Sprache wie beispielsweise Kirei (奇麗 きれい) sowohl „sauber“ als auch „schön“ bedeuten können. Das mag sowohl den fortgesetzten Erfolg der Hocktoiletten mit ihrem relativen Hygienevorteil wie auch die Beliebtheit der Multifunktionstoiletten erklären. Der Proktologe Hiroshi Ojima vertritt die Ansicht, dass Bidettoiletten ihre Popularität teilweise der ballaststoffarmen Ernährung der Japaner verdanken, die zu Verdauungsproblemen führen kann.
Die oft gedrängten Wohnverhältnisse in japanischen Städten und der Mangel an verschließbaren Räumen im traditionellen japanischen Wohnen machen die Toilette zum idealen Rückzugsort. In manchen finden sich Bücherborde oder Zeitungen, sogar Poster. Dennoch wird man, sofern die Möglichkeit besteht, stets eine Trennung der Toilette vom Badezimmer vornehmen. Dies hängt wieder mit der Trennung von „rein“ und „unrein“ zusammen und ist ein Umstand, der z. B. in Wohnungsannoncen erwähnt wird.
Ausländer haben oft Probleme mit den japanischen Toiletten. Insbesondere die Bidettoiletten, die im Ausland fast völlig unbekannt sind, verabreichen unkundigen Benutzern, die auf der Suche nach der Spülung sind, gelegentlich überraschende Wasserspritzer. Aus diesem Grunde ist man dazu übergegangen, zur Reduzierung des Kulturschocks englischsprachige Bedienungsanleitungen auszuhängen oder Tasten auf Englisch zu beschriften.

## Sanitärindustrie

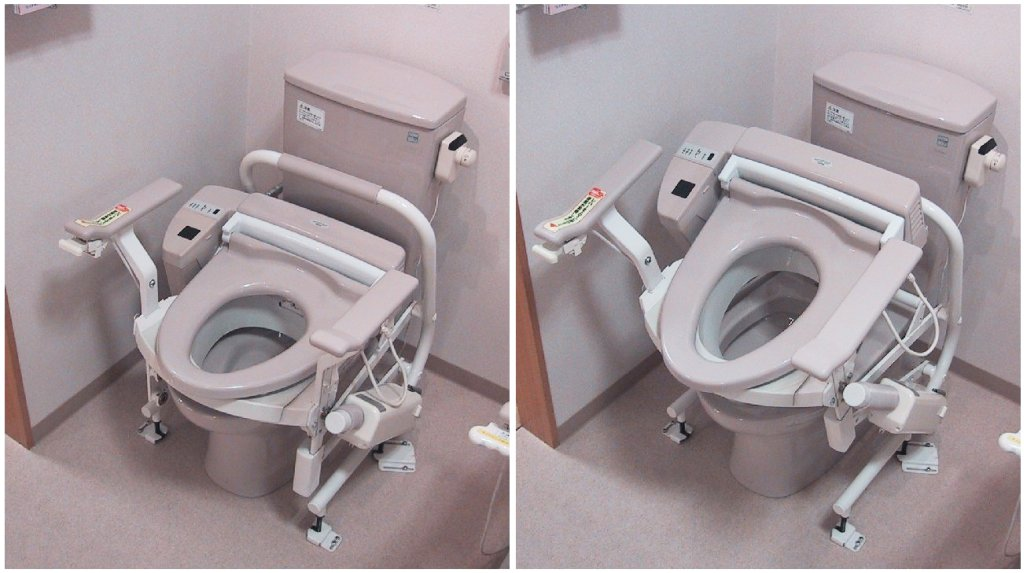
Funktionstoilette mit Aufstehhilfe

Toto ist der größte Hersteller von Toiletten mit Bidetfunktion und Washlets weltweit. Marktkonkurrenten sind Inax, NAIS, Panasonic und Toshiba.
Der Weltmarkt für High-Tech-Toiletten lag 1997 bei etwa 800 Millionen US-Dollar. Davon deckt Toto etwa die Hälfte ab, gefolgt von Inax mit 25 %. Japan ist weiterhin der bedeutendste Einzelmarkt für Washlets – Überseekunden machen nur 5 % des Umsatzvolumens aus. Der wichtigste außerjapanische Markt ist China, wo immerhin über eine Million Washlets pro Jahr verkauft werden. Dagegen wurden in den USA 2003 nur etwa 1.000 Stück pro Monat abgesetzt, was dennoch einer Steigerung von etwa 70 % gegenüber 2001 entspricht. Europa wird durch das in der Schweiz ansässige Unternehmen Geberit dominiert, Toto verkauft nur ca. 5000 Washlets pro Jahr.
Von den meisten Europäern werden die japanischen Washlets eher als Kuriosität angesehen. Aufgrund des Nutzens für körperlich beeinträchtigte Menschen steigt aber das Interesse. Die Selbstreinigung mit Hilfe des Wasserstrahls und des Warmluftgebläses kann auch von solchen Personen vorgenommen werden, die bei der herkömmlichen Art Schwierigkeiten haben. Auf diese Weise entfällt die Notwendigkeit, diese Aufgabe von jemand anderem erledigen zu lassen.